# Hedensted Idrætsforening
Hedensted Idrætsforening (eller Hedensted IF) blev grundlagt i 1928, og har gennem tiderne haft forskellige sportsgrene på programmet. I dag beskæftiger foreningen sig dog udelukkende med fodbold. Klubben har pr. 10. september 2013 mere end 800 medlemmer. Det store medlemstal placerer Hedensted IF som den fjerdestørste klub i Jylland, hvor der findes mere end 900 klubber.
Klubbens bedste seniorhold vandt det jyske mesterskab i serie 3 i år 2004. I dag spiller førsteholdet i Danmarksserien under ledelse af træner Nicolai Givskov og Johnny Jungquist.
De helt store profiler gennem tiden er angriberen Bjarne Kristoffersen og centerforsvareren Brian Wolf (begge tidligere 1. divisionsspillere i Brønshøj Boldklub). Af andre tidligere profiler kan nævnes Alexander Scholz, Mirsad Suljic, Peter Klode, Jens Erik Skibsted, Elvan Taser, Tommy Rathmann, Jørgen "Hat" Rasmussen, Kenneth Knudsen, Jesper Olesen og Lasse Nis-Hansen Kronborg.
Den største kamp i Hedensted IF's historie var imod Lyngby Boldklub på hjemmebane i DBU Pokalens 3. runde i sæsonen 2017-18. Kampen endte med, at Hedensted IF blev slået ud af pokalturneringen med resultatet 1-3.

## Organisation
Hedensted IF er organiseret med en bestyrelse på seks medlemmer, der afstikker de overordnede rammer for klubbens arbejde. Bestyrelsen kan nedsætte ad-hoc udvalg til forskellige begivenheder. Et eksempel er sponsorudvalget til den årlige Majfest.
- Formand: Henrik Lundsgaard Nielsen
- Næstformand: Per Holm
- Kasserer: Lars Høj
- Leder af ungdomsafdelingen: Susan Barfod
- Øvrige medlemmer: Michael Vagtholm Christensen, Kasper Juhl Hansen og Jens Brian Horsted

## Ungdomsudvalg
Udvalget har ansvaret for alle opgaver vedrørende ungdomsfodbolden i Hedensted Idrætsforening. Det består af et bestyrelsesmedlem, som er født formand. Herudover består udvalget af kontaktpersoner (forældre) for hver afdeling.
Seniorudvalg:
Beskæftiger sig med alle typer af opgaver vedrørende senior herrefodbold i klubben.

## Hedensted IF's Venner
Ud over denne formelle organisation findes der en selvstændig forening, Hedensted IF's Venner, der har til formål at dyrke fodbold og motion for ældre medlemmer af HIF, samt at støtte HIF - og kun HIF - med økonomiske midler. Det sker blandt andet ved hjælp af den årlige Majfest i Mosen.

## Ekstern henvisning
- Hedensted IFs officielle hjemmeside